# Пеи дьо ла Лоар
Пеѝ дьо ла Лоа̀р (на френски: Pays-de-la-Loire, „Земите на Лоара“) е един от регионите на Франция. Населението му е 3 786 545 жители (по приблизителна оценка към 1 януари 2019 г.), а площта 32 082 km². Гъстотата на населението е 110,80 д./km². Град Нант е административен център на региона. Пеи дьо ла Лоар е съставен от 5 департамента. През региона протичат реките Лоара, Лоар, Сарт и Майен.